# Dilong paradoxus
Dilong paradoxus ( Kinesiska för "Kejserlig drakes paradox") var en liten dinosaurie som påträffats i Yixian-formationen nära Jinzhou i Liaoning-provinsen, nuvarande Kina. Den tros ha levt under början kritaperioden (troligtvis början av Aptian-stadiet) för omkring 130–125 milj. år sedan. Den tros tillhöra samma grupp som Tyrannosaurus rex, och det är det första släktet i gruppen som har bevis för att ha haft någon form av fjädrar. Fyndet gjordes av Chinese Academy of Sciences, beskrevs 2004 och presenterades i tidskriften Nature i början av oktober samma år. Namnet kommer av det mandarinska orden Di, som betyder "kejserlig" och Long, som betyder "drake". Artnamnet Paradoxus ("Paradox") kommer av att forskarna tyckte att det kändes konstigt att tänka sig ett djur besläktat med Tyrannosaurus som hade fjädrar. Hittills har man hittat 4 skelett efter arten. 

## Beskrivning

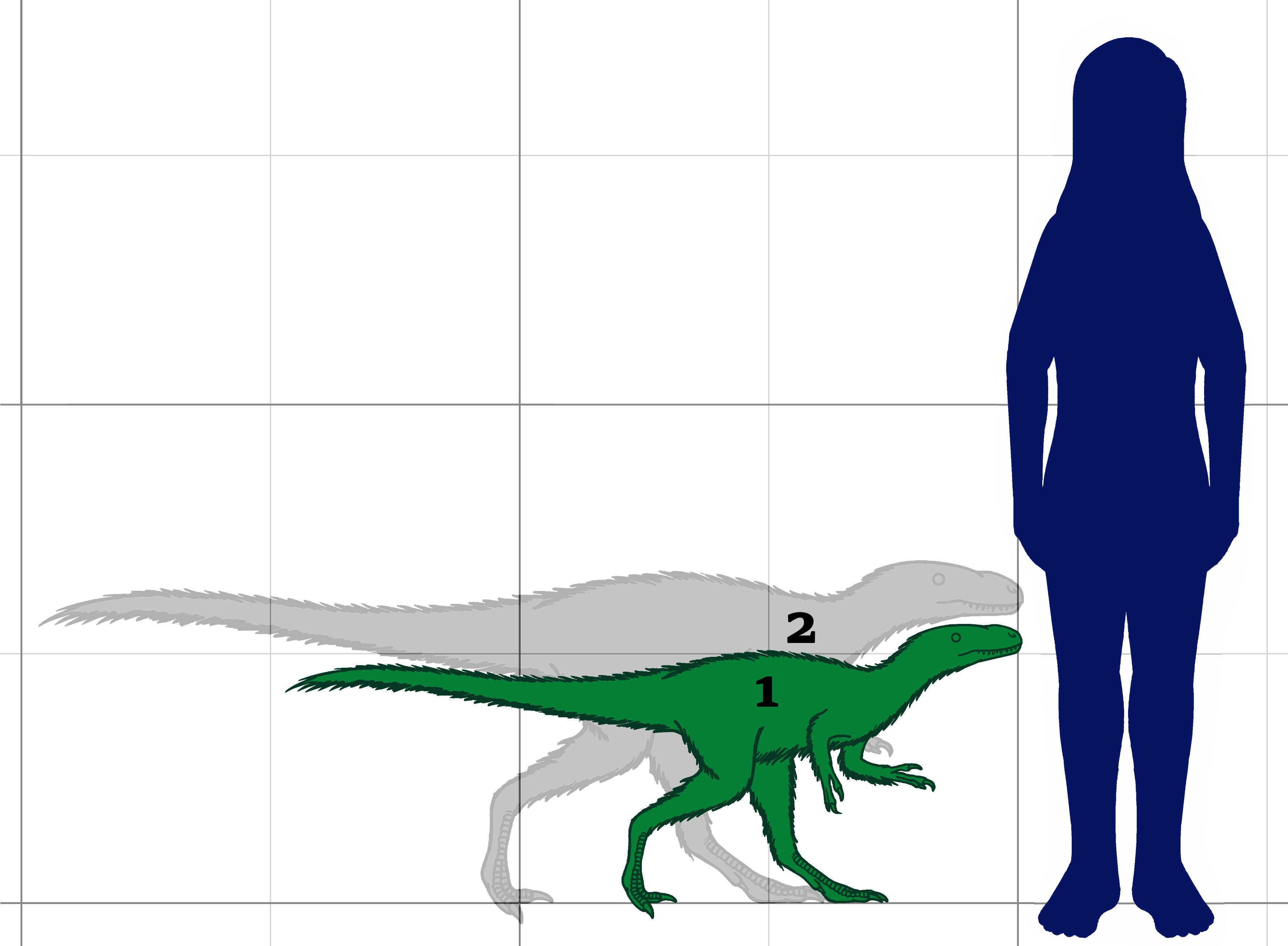
Dilong's storlek jämfört med en vuxen människa.

Dilong paradoxus var en ganska liten dinosaurie. Holotypen tros ha mätt cirka 1,65 meter från nos till svansspets, men eftersom fossilen kanske är från ungdjur, så kanske den kan ha blivit större. Man tror att den vägde ungefär lika mycket som en mindre hund. Huvudet var ganska litet och skulle ha kunnat rymmas i en mans utsträckta hand. Ögonen var ganska stora, och munnen var fylld med små vassa tänder. kroppen var slank och balanserades av en smal svans, bakbenen var långa, medan frambenen var betydligt kortare. Till skillnad från Tyrannosauridae hade Dilong händer med 3 fingrar, där det yttersta fingret var mycket smalare än de andra. 

### Fjädrar
Ett av fossilen från Dilong har avtryck av fjädrar bevarade på käken och svansen. Det var det första fossila beviset för att tyrannosauroider kan ha haft fjädrar. Det har fått forskare att spekulera i om senare släkten som Tyrannosaurus och Albertosaurus kan ha haft fjädrar under vissa tidiga stadier av sitt liv, men förlorade dem när de blev vuxna. Dilongs fjädrar påminde troligtvis om hårstrån, och mätte cirka 2 cm. i längd. Denna typ av fjädrar kan ha tjänat syftet att hjälpa djuret att hålla kroppsvärmen.

### Morfologi
Dilong hade en kombination av anatomiska drag typiska för Tyrannosaurider andra som är mer typiska coelurosaurier. Medan kroppen mest påminner om basala coelurosaurier är huvudet mer likt Tyrannosauriderna. Detta inkluderar bland annat sammanvuxna näsben och tätt sittande, D-formade framtänder.

## Taxonomi och fylogenes
Dilong beskrevs till en början som "den tidigaste otvivelaktiga Tyrannosaurien". Forskaren Xu Xing trodde också att upptäckten skulle göra det lättare att förstå Tyrannosauridernas utveckling. "Med det här nya fyndet kan vi se en perfekt evolutionär övergång från typiska coelurosaurier till högt specialiserade Tyrannosaurider och klargöra ett flertal frågor". Några forskare har kommit till andra slutsatser, och hävdar att Dilong inte är en Tyrannosaroid (Turner, Erickson et. al. 2007). Senare studier tyder dock fortfarande på att Dilong faktiskt hör till Tyrannosauroidea (Carr and Williamson, 2010). Efter att Dilong beskrevs har man hittat tyrannosauroider som tros vara ännu äldre, bland dem Guanlong wucaii. Dilong var också samtida med mer avancerade tyrannosauroider som Raptorex.